# Liste der diplomatischen Vertretungen in den Vereinigten Staaten

Länder mit einer diplomatischen Vertretung gegenüber der Regierung der Vereinigten Staaten

Dies ist eine Liste der diplomatischen und konsularischen Vertretungen in den Vereinigten Staaten.
Die Vereinigten Staaten unterhalten diplomatische Beziehungen mit 189 Staaten der Erde: 188 der 193 Mitgliedstaaten der Vereinten Nationen (UN), sowie der Kosovo (als einzigem der von den Vereinten Nationen nicht als selbstständige Staaten anerkannten Gebieten).
Derzeit (Stand August 2013) unterhalten 185 dieser Staaten eine Botschaft gegenüber der Regierung der Vereinigten Staaten in Washington, D.C. 176 dieser Botschaften befinden sich in der amerikanischen Hauptstadt Washington; die verbleibenden neun in New York. Folgende fünf UN-Länder stellen keine diplomatischen Vertreter gegenüber der US-Regierung: Bhutan (noch nie), Nordkorea (seit 1950), Kuba (seit 1961), der Iran (seit 1980), und Syrien (seit 2011).
Als Sitz der Generalversammlung der Vereinten Nationen, ist die Stadt New York außerdem Sitz der Ständigen Vertretungen aller Mitgliedstaaten der Vereinten Nationen.

## Diplomatische Vertretungen

### Diplomatische Vertretungen inWashington, D.C.
Diplomatische und konsularische Vertretungen in der Bundeshauptstadt Washington, D.C.

#### Botschaften

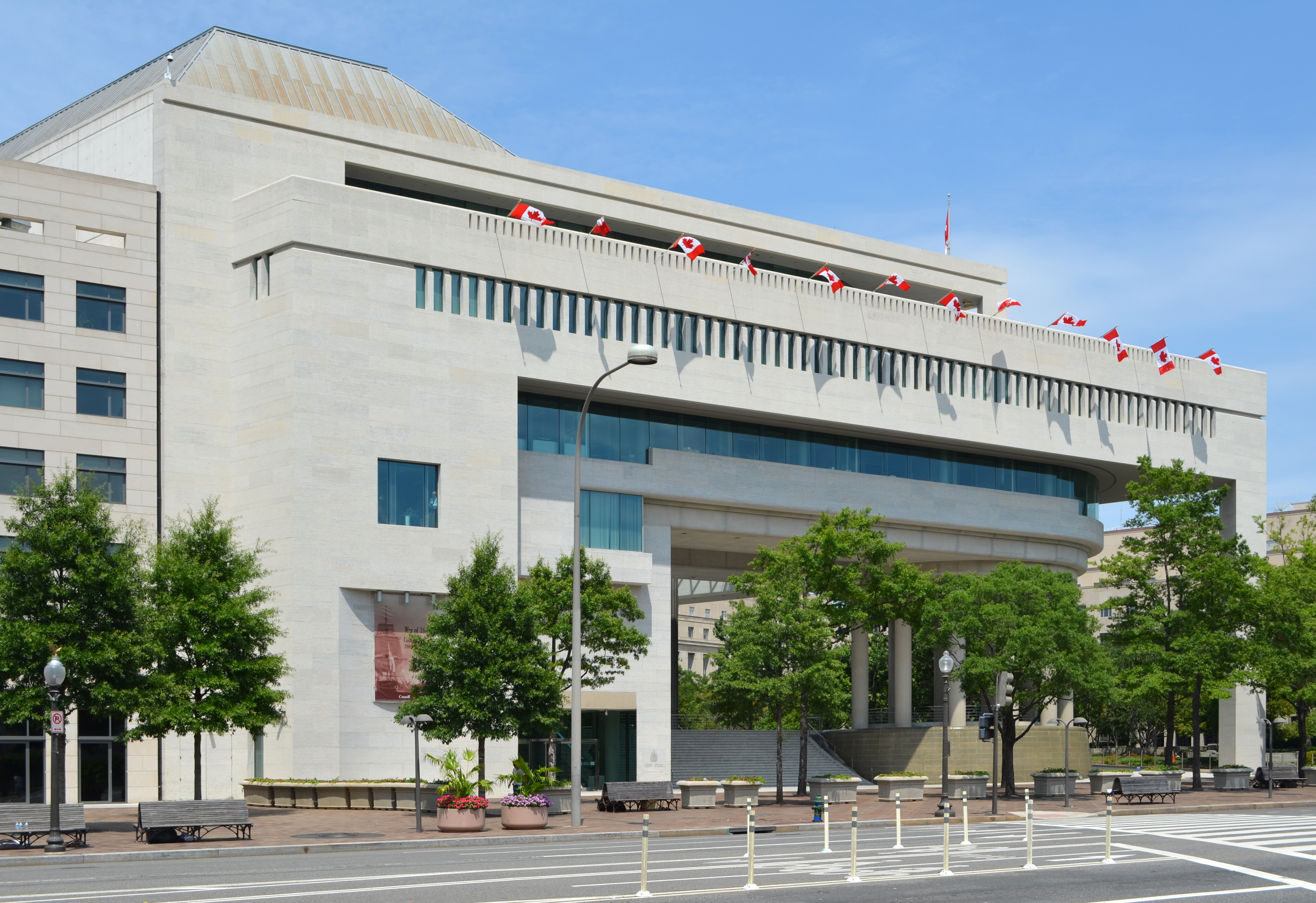
Kanadische Botschaft in Washington, D.C. (2012)

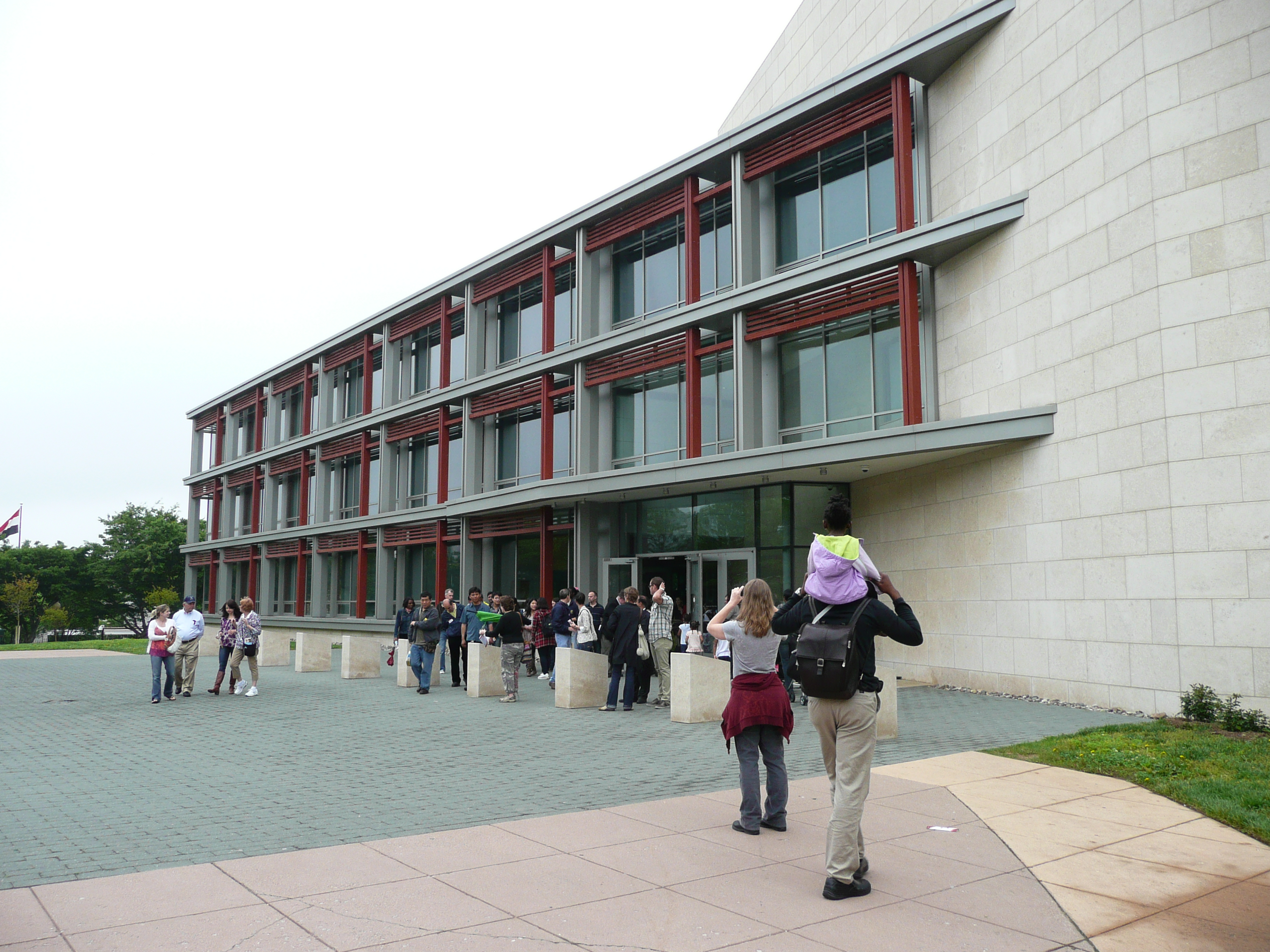
Nigerianische Botschaft in Washington, D.C. (2011)

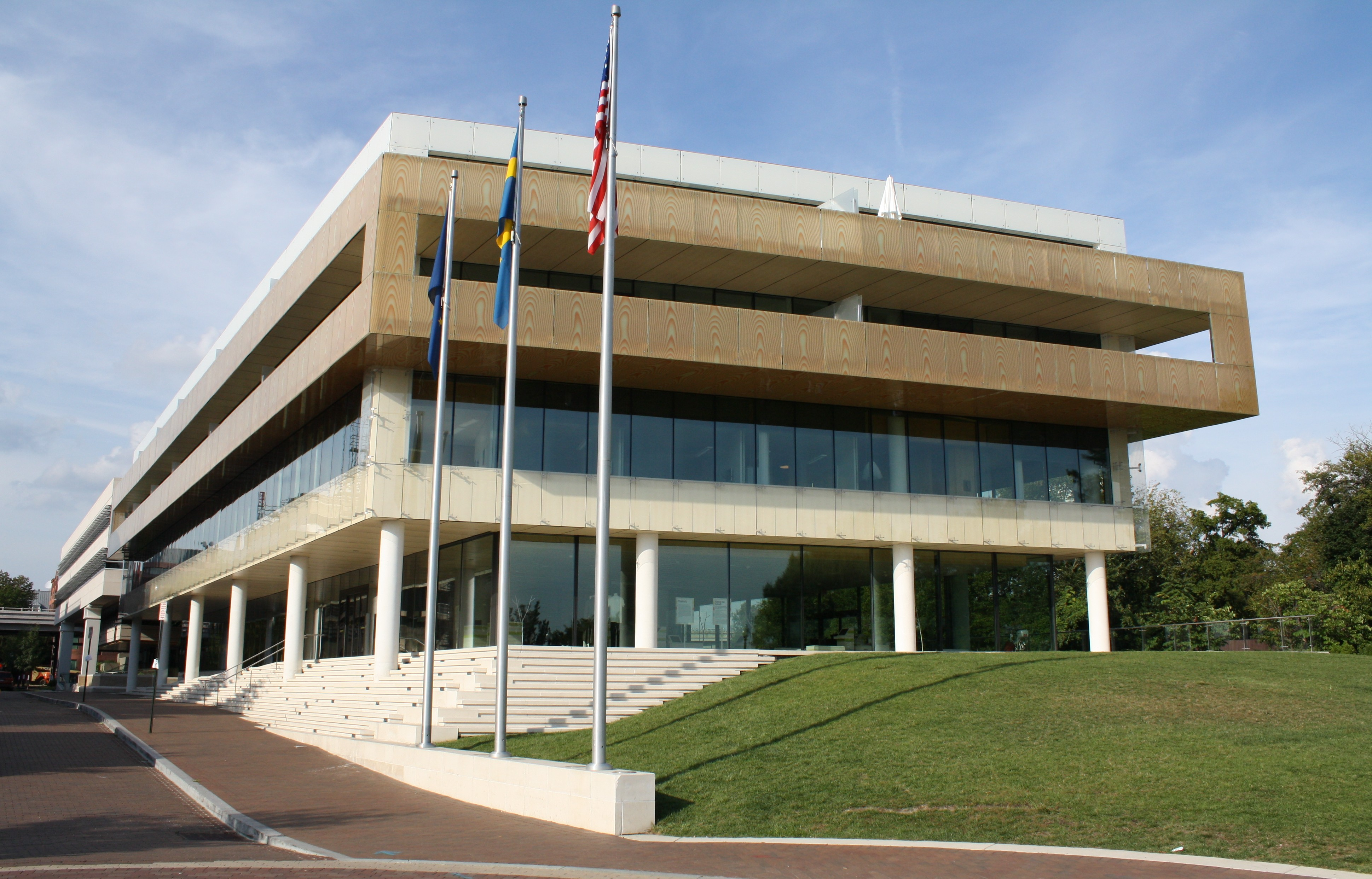
Schwedische Botschaft in Washington, D.C. (2009)

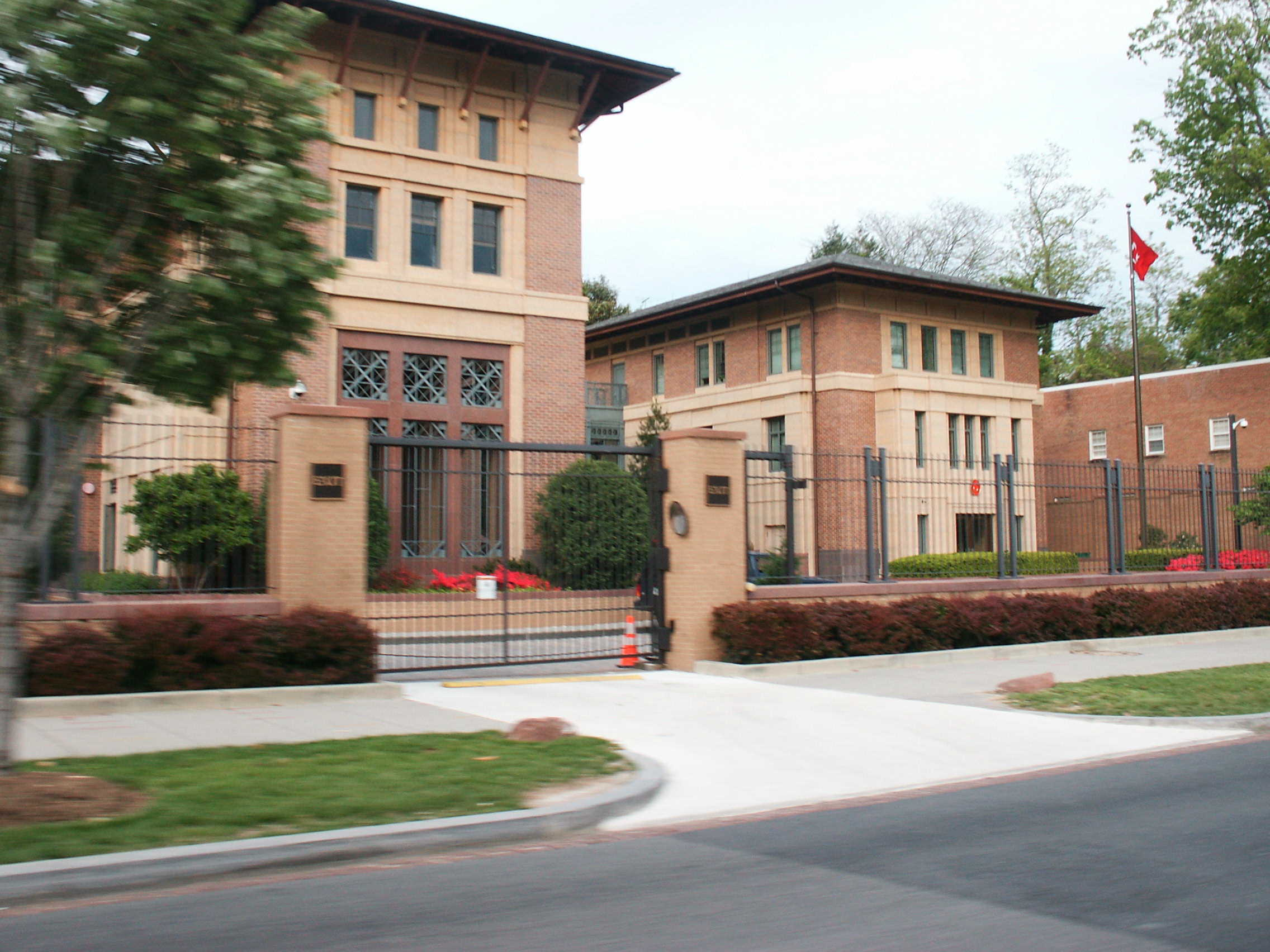
Türkische Botschaft in Washington, D.C. (2005)

| - Afghanistan: Botschaft (→ Liste der Botschafter) - Ägypten: Botschaft (→ Liste der Botschafter) - Albanien: Botschaft - Algerien: Botschaft - Angola: Botschaft - Antigua u. Barbuda: Botschaft (→ Liste der Botschafter) - Äquatorialguinea: Botschaft - Argentinien: Botschaft (→ Liste der Botschafter) - Armenien: Botschaft - Aserbaidschan: Botschaft - Äthiopien: Botschaft - Australien: Botschaft (→ Liste der Botschafter) - Bahamas: Botschaft - Bahrain: Botschaft - Bangladesch: Botschaft - Barbados: Botschaft - Belarus: Botschaft - Belgien: Botschaft (→ Liste der Botschafter) - Belize: Botschaft - Benin: Botschaft - Bolivien: Botschaft (→ Liste der Botschafter) - Bosnien u. Herzegowina: Botschaft - Botswana: Botschaft - Brasilien: Botschaft (→ Liste der Botschafter) - Brunei: Botschaft - Bulgarien: Botschaft - Burkina Faso: Botschaft - Burundi: Botschaft - Chile: Botschaft (→ Liste der Botschafter) - China, VR: Botschaft (→ Liste der Botschafter) - Costa Rica: Botschaft - Dänemark: Botschaft (→ Liste der Botschafter) - Deutschland: Botschaft (→ Liste der Botschafter) - Dominica: Botschaft - Dominikanische Rep.: Botschaft - Dschibuti: Botschaft - Ecuador: Botschaft - Elfenbeinküste: Botschaft - El Salvador: Botschaft - Eritrea: Botschaft - Estland: Botschaft (→ Liste der Botschafter) - Fidschi: Botschaft - Finnland: Botschaft (→ Liste der Botschafter) - Frankreich: Botschaft (→ Liste der Botschafter) - Gabun: Botschaft - Georgien: Botschaft - Ghana: Botschaft - Grenada: Botschaft - Griechenland: Botschaft (→ Liste der Botschafter) - Guatemala: Botschaft (→ Liste der Botschafter) - Guinea: Botschaft - Guinea-Bissau: Botschaft - Guyana: Botschaft - Haiti: Botschaft - Heiliger Stuhl: Apostolische Nuntiatur - Honduras: Botschaft (→ Liste der Botschafter) - Indien: Botschaft (→ Liste der Botschafter) - Indonesien: Botschaft - Irak: Botschaft (→ Liste der Botschafter) - Irland: Botschaft (→ Liste der Botschafter) | - Island: Botschaft (→ Liste der Botschafter) - Israel: Botschaft (→ Liste der Botschafter) - Italien: Botschaft (→ Liste der Botschafter) - Jamaika: Botschaft - Japan: Botschaft (→ Liste der Botschafter) - Jemen: Botschaft - Jordanien: Botschaft - Kambodscha: Botschaft - Kamerun: Botschaft - Kanada: Botschaft (→ Liste der Botschafter) - Kap Verde: Botschaft - Kasachstan: Botschaft - Katar: Botschaft - Kenia: Botschaft - Kirgisistan: Botschaft - Kolumbien: Botschaft (→ Liste der Botschafter) - Kongo, Dem. Rep.: Botschaft - Kongo, Rep.: Botschaft - Korea, Rep.: Botschaft - Kosovo: Botschaft - Kroatien: Botschaft (→ Liste der Botschafter) - Kuba: Botschaft - Kuwait: Botschaft - Laos: Botschaft - Lesotho: Botschaft - Lettland: Botschaft (→ Liste der Botschafter) - Libanon: Botschaft (→ Liste der Botschafter) - Liberia: Botschaft - Libyen: Botschaft (→ Liste der Botschafter) - Liechtenstein: Botschaft - Litauen: Botschaft (→ Liste der Botschafter) - Luxemburg: Botschaft (→ Liste der Botschafter) - Madagaskar: Botschaft (→ Liste der Botschafter) - Malawi: Botschaft - Malaysia: Botschaft - Mali: Botschaft - Malta: Botschaft - Marokko: Botschaft (→ Liste der Botschafter) - Marshallinseln: Botschaft - Mauretanien: Botschaft - Mauritius: Botschaft - Nordmazedonien: Botschaft - Mexiko: Botschaft (→ Liste der Botschafter) - Föderierte Staaten von Mikronesien: Botschaft - Moldau: Botschaft - Monaco: Botschaft - Mongolei: Botschaft - Montenegro: Botschaft - Mosambik: Botschaft - Myanmar: Botschaft - Namibia: Botschaft (→ Liste der Botschafter) - Nepal: Botschaft - Neuseeland: Botschaft - Nicaragua: Botschaft (→ Liste der Botschafter) - Niederlande: Botschaft (→ Liste der Botschafter) - Nigeria: Botschaft (→ Liste der Botschafter) - Niger: Botschaft - Norwegen: Botschaft (→ Liste der Botschafter) - Oman: Botschaft (→ Liste der Botschafter) - Österreich: Botschaft (→ Liste der Botschafter) | - Osttimor: Botschaft - Pakistan: Botschaft (→ Liste der Botschafter) - Palau: Botschaft - Panama: Botschaft (→ Liste der Botschafter) - Papua-Neuguinea: Botschaft - Paraguay: Botschaft (→ Liste der Botschafter) - Peru: Botschaft - Philippinen: Botschaft - Polen: Botschaft (→ Liste der Botschafter) - Portugal: Botschaft (→ Liste der Botschafter) - Ruanda: Botschaft - Rumänien: Botschaft (→ Liste der Botschafter) - Russland: Botschaft (→ Liste der Botschafter) - Sambia: Botschaft - San Marino: Botschaft - São Tomé und Príncipe: Botschaft - Saudi-Arabien: Botschaft (→ Liste der Botschafter) - Schweden: Botschaft (→ Liste der Botschafter) - Schweiz: Botschaft (→ Liste der Botschafter) - Senegal: Botschaft - Serbien: Botschaft (→ Liste der Botschafter) - Sierra Leone: Botschaft - Simbabwe: Botschaft - Singapur: Botschaft - Slowakei: Botschaft - Slowenien: Botschaft - Somalia: Botschaft - Spanien: Botschaft (→ Liste der Botschafter) - Sri Lanka: Botschaft - St. Kitts u. Nevis: Botschaft - St. Lucia: Botschaft - St. Vincent u. Grenadinen: Botschaft - Südafrika: Botschaft (→ Liste der Botschafter) - Sudan: Botschaft - Südsudan: Botschaft - Suriname: Botschaft - Eswatini: Botschaft - Tadschikistan: Botschaft - Tansania: Botschaft - Togo: Botschaft - Trinidad u. Tobago: Botschaft - Thailand: Botschaft - Tschad: Botschaft - Tschechien: Botschaft (→ Liste der Botschafter) - Tunesien: Botschaft - Türkei: Botschaft (→ Liste der Botschafter) - Turkmenistan: Botschaft - Uganda: Botschaft - Ukraine: Botschaft (→ Liste der Botschafter) - Ungarn: Botschaft (→ Liste der Botschafter) - Uruguay: Botschaft - Usbekistan: Botschaft - Venezuela: Botschaft (→ Liste der Botschafter) - Vereinigte Arab. Emirate:: Botschaft (→ Liste der Botschafter) - Vereinigtes Königreich: Botschaft (→ Liste der Botschafter) - Vietnam: Botschaft - Zentralafrik. Rep.: Botschaft - Zypern: Botschaft |

#### Vertretungen internationaler Organisationen

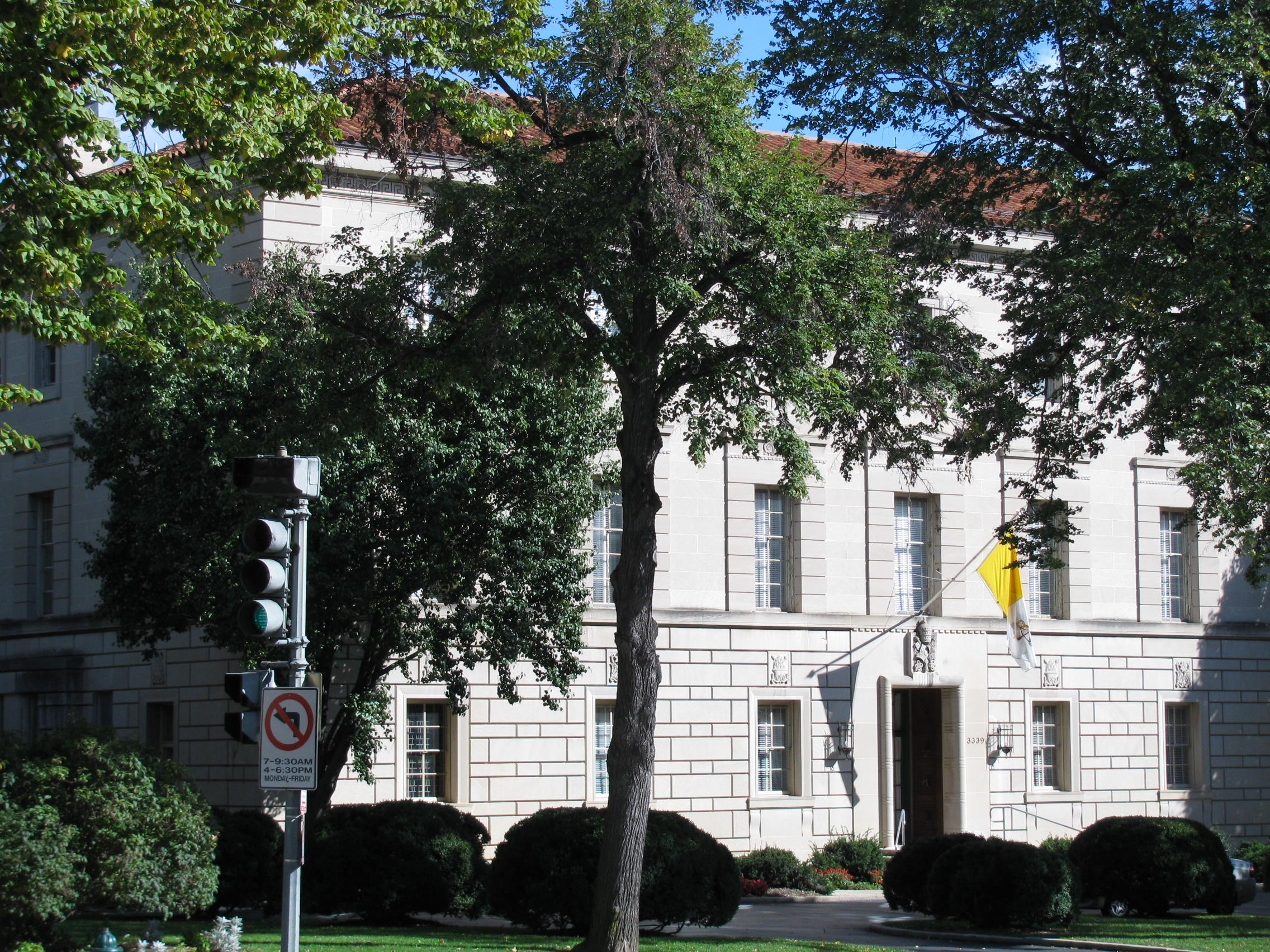
Apostolische Nuntiatur

| - Arabische Liga: Büro - Europäische Union: Delegation - Organisation des Nordatlantikvertrags (NATO): Büro - Malteserorden: Vertretung |

#### Sonstige Vertretungen
| - Bermuda: Vertretung - China, Rep.: Vertretung - Gibraltar: Vertretung - Hongkong: Wirtschafts- und Handelsbüro - Palästina: Vertretung - Türkische Republik Nordzypern: Vertretung - Westsahara: Vertretung |

Anmerkung: Nordkorea besitzt eine Interessenvertretung an der Schwedischen Botschaft, Kuba eine Interessenvertretung an der Schweizerischen Botschaft, und der Iran eine Interessenvertretung an der Pakistanischen Botschaft.

### Diplomatische Vertretungen inNew York

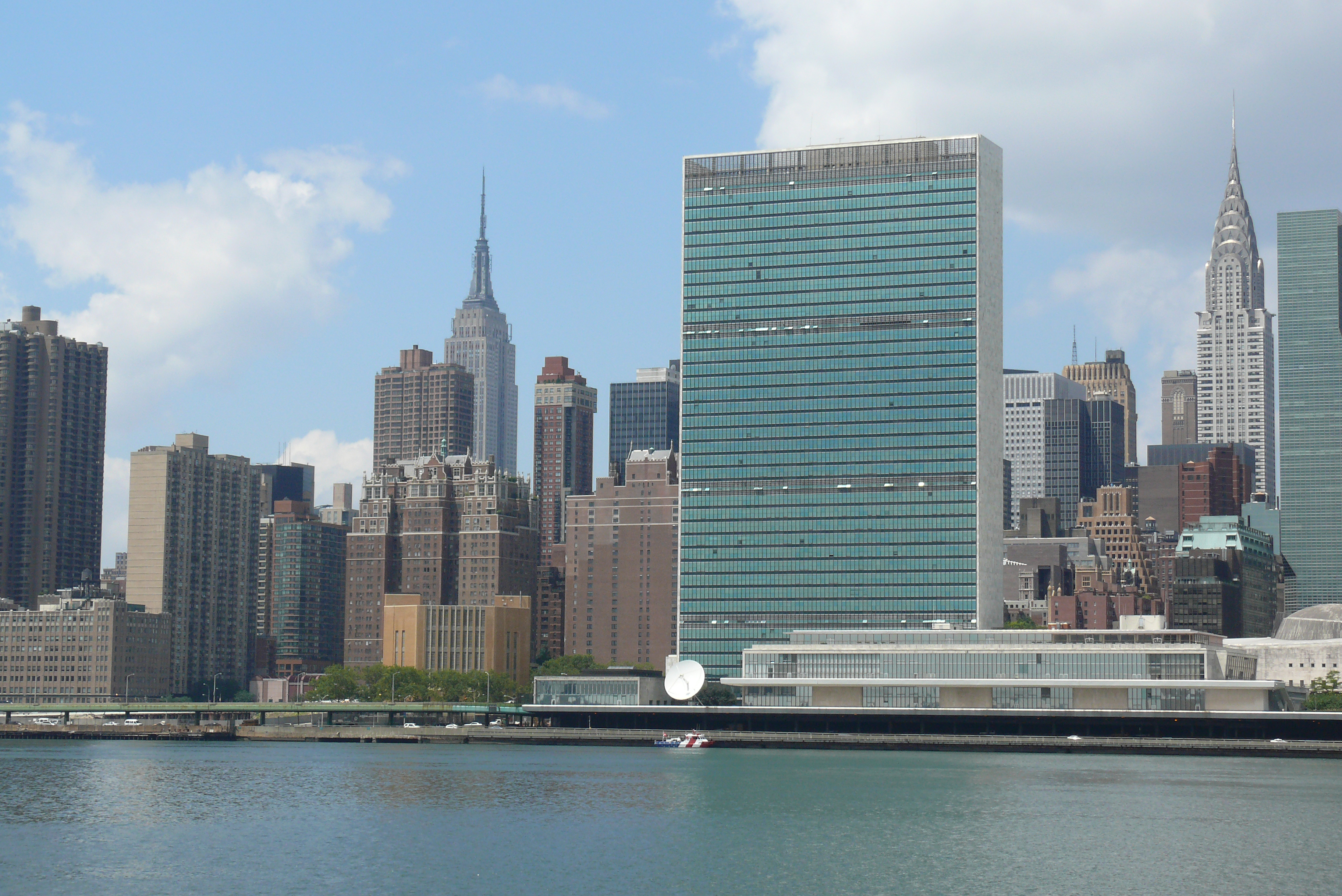
Hauptquartier der Vereinten Nationen in New York

Diplomatische und konsularische Vertretungen in der Stadt New York.
Alle 193 Mitgliedstaaten der Vereinten Nationen unterhalten eine Ständige Vertretung am Hauptsitz der Vereinten Nationen in New York. Des Weiteren bestehen in der Stadt u. a. vier Ständige Beobachtervertretungen (auch Ständige Beobachtermissionen, englisch permanent observer missions) bei den Vereinten Nationen. Neun Botschaften fungieren gleichzeitig als Ständige Vertretungen; die übrigen Ständigen Vertretungen der einzelnen Staaten sind zumeist Generalkonsulate.

#### Botschaften
| - Andorra: Botschaft - Komoren: Botschaft - Malediven: Botschaft - Nauru: Botschaft - Salomonen: Botschaft | - Samoa: Botschaft - Seychellen: Botschaft - Tonga: Botschaft - Tuvalu: Botschaft |

#### Ständige Vertretungen bei den Vereinten Nationen
| - Afghanistan: Ständige Vertretung - Ägypten: Ständige Vertretung - Albanien: Ständige Vertretung - Algerien: Ständige Vertretung - Andorra: Botschaft und Ständige Vertretung - Angola: Ständige Vertretung - Antigua u. Barbuda: Ständige Vertretung - Äquatorialguinea: Ständige Vertretung - Argentinien: Ständige Vertretung - Armenien: Ständige Vertretung - Aserbaidschan: Ständige Vertretung - Äthiopien: Ständige Vertretung - Australien: Ständige Vertretung - Bahamas: Ständige Vertretung - Bahrain: Ständige Vertretung - Bangladesch: Ständige Vertretung - Barbados: Ständige Vertretung - Belarus: Ständige Vertretung - Belgien: Ständige Vertretung (→ Liste der Vertr.) - Belize: Ständige Vertretung - Benin: Ständige Vertretung - Bhutan: Ständige Vertretung - Bolivien: Ständige Vertretung - Bosnien u. Herzeg.: Ständige Vertretung - Botswana: Ständige Vertretung - Brasilien: Ständige Vertretung (→ Liste der Vertr.) - Brunei: Ständige Vertretung - Bulgarien: Ständige Vertretung - Burundi: Ständige Vertretung - Chile: Ständige Vertretung - China, VR: Ständige Vertretung (→ Liste der Vertr.) - Costa Rica: Ständige Vertretung - Dänemark: Ständige Vertretung (→ Liste der Vertr.) - Deutschland: Ständige Vertretung (→ Liste der Vertr.) - Dominica: Ständige Vertretung - Dominikanische Rep.: Ständige Vertretung - Dschibuti: Ständige Vertretung - Ecuador: Ständige Vertretung - Elfenbeinküste: Ständige Vertretung - El Salvador: Ständige Vertretung - Eritrea: Ständige Vertretung - Estland: Ständige Vertretung - Fidschi: Ständige Vertretung - Finnland: Ständige Vertretung - Frankreich: Ständige Vertretung (→ Liste der Vertr.) - Gabun: Ständige Vertretung - Gambia: Ständige Vertretung | - Georgien: Ständige Vertretung - Ghana: Ständige Vertretung - Grenada: Ständige Vertretung - Griechenland: Ständige Vertretung - Guatemala: Ständige Vertretung - Guinea: Ständige Vertretung - Guinea-Bissau: Ständige Vertretung - Guyana: Ständige Vertretung - Haiti: Ständige Vertretung - Honduras: Ständige Vertretung - Indien: Ständige Vertretung (→ Liste der Vertr.) - Indonesien: Ständige Vertretung - Irak: Ständige Vertretung - Iran: Ständige Vertretung (→ Liste der Vertr.) - Irland: Ständige Vertretung - Island: Ständige Vertretung - Israel: Ständige Vertretung (→ Liste der Vertr.) - Italien: Ständige Vertretung (→ Liste der Vertr.) - Jamaika: Ständige Vertretung - Japan: Ständige Vertretung (→ Liste der Vertr.) - Jemen: Ständige Vertretung - Jordanien: Ständige Vertretung - Kambodscha: Ständige Vertretung - Kamerun: Ständige Vertretung - Kanada: Ständige Vertretung - Kap Verde: Ständige Vertretung - Kasachstan: Ständige Vertretung - Katar: Ständige Vertretung - Kenia: Ständige Vertretung - Kirgisistan: Ständige Vertretung - Kiribati: Ständige Vertretung - Kolumbien: Ständige Vertretung - Komoren: Botschaft und Ständige Vertretung - Kongo, Dem. Rep.: Ständige Vertretung - Kongo, Rep.: Ständige Vertretung - Korea, Rep.: Ständige Vertretung - Korea, VR: Ständige Vertretung - Kroatien: Ständige Vertretung - Kuba: Ständige Vertretung - Kuwait: Ständige Vertretung - Laos: Ständige Vertretung - Lesotho: Ständige Vertretung - Lettland: Ständige Vertretung - Libanon: Ständige Vertretung - Liberia: Ständige Vertretung - Libyen: Ständige Vertretung - Liechtenstein: Ständige Vertretung - Litauen: Ständige Vertretung - Luxemburg: Ständige Vertretung (→ Liste der Vertr.) | - Madagaskar: Ständige Vertretung - Malawi: Ständige Vertretung - Malaysia: Ständige Vertretung - Mali: Ständige Vertretung - Malediven: Botschaft und Ständige Vertretung - Malta: Ständige Vertretung - Marokko: Ständige Vertretung - Marshallinseln: Ständige Vertretung - Mauretanien: Ständige Vertretung - Mauritius: Ständige Vertretung - Mexiko: Ständige Vertretung - Föderierte Staaten von Mikronesien: Ständige Vertretung - Moldau: Ständige Vertretung - Monaco: Ständige Vertretung - Mongolei: Ständige Vertretung - Montenegro: Ständige Vertretung - Mosambik: Ständige Vertretung - Myanmar: Ständige Vertretung - Namibia: Ständige Vertretung - Nauru: Botschaft und Ständige Vertretung - Nepal: Ständige Vertretung - Neuseeland: Ständige Vertretung - Nicaragua: Ständige Vertretung - Niederlande: Ständige Vertretung - Niger: Ständige Vertretung - Nigeria: Ständige Vertretung - Nordmazedonien: Ständige Vertretung - Norwegen: Ständige Vertretung - Oman: Ständige Vertretung - Österreich: Ständige Vertretung (→ Liste der Vertr.) - Osttimor: Ständige Vertretung - Pakistan: Ständige Vertretung - Palau: Ständige Vertretung - Panama: Ständige Vertretung - Papua-Neuguinea: Ständige Vertretung - Paraguay: Ständige Vertretung - Peru: Ständige Vertretung - Philippinen: Ständige Vertretung - Polen: Ständige Vertretung - Portugal: Ständige Vertretung - Ruanda: Ständige Vertretung - Rumänien: Ständige Vertretung - Russland: Ständige Vertretung (→ Liste der Vertr.) - Salomonen: Botschaft und Ständige Vertretung - Sambia: Ständige Vertretung - Samoa: Botschaft und Ständige Vertretung - San Marino: Ständige Vertretung - São Tomé u. P.: Ständige Vertretung - Saudi-Arabien: Ständige Vertretung | - Schweden: Ständige Vertretung (→ Liste der Vertr.) - Schweiz: Ständige Vertretung (→ Liste der Vertr.) - Senegal: Ständige Vertretung - Serbien: Ständige Vertretung - Seychellen: Botschaft und Ständige Vertretung - Sierra Leone: Ständige Vertretung - Simbabwe: Ständige Vertretung - Singapur: Ständige Vertretung - Slowakei: Ständige Vertretung - Slowenien: Ständige Vertretung - Somalia: Ständige Vertretung - Spanien: Ständige Vertretung - Sri Lanka: Ständige Vertretung - St. Kitts u. Nevis: Ständige Vertretung - St. Lucia: Ständige Vertretung - St. Vincent u. Grenadinen: Ständige Vertretung - Südafrika: Ständige Vertretung - Sudan: Ständige Vertretung - Südsudan: Ständige Vertretung - Suriname: Ständige Vertretung - Eswatini: Ständige Vertretung - Syrien: Ständige Vertretung - Tadschikistan: Ständige Vertretung - Tansania: Ständige Vertretung - Thailand: Ständige Vertretung - Togo: Ständige Vertretung - Tonga: Botschaft und Ständige Vertretung - Trinidad u. Tobago: Ständige Vertretung - Tschad: Ständige Vertretung - Tschechien: Ständige Vertretung - Tunesien: Ständige Vertretung - Türkei: Ständige Vertretung - Turkmenistan: Ständige Vertretung - Tuvalu: Botschaft und Ständige Vertretung - Uganda: Ständige Vertretung - Ukraine: Ständige Vertretung - Ungarn: Ständige Vertretung - Uruguay: Ständige Vertretung - Usbekistan: Ständige Vertretung - Vanuatu: Ständige Vertretung - Venezuela: Ständige Vertretung - Vereinigte Arab. Emirate: Ständige Vertretung - Vereinigte Staaten: Ständige Vertretung (→ Liste der Vertr.) - Vereinigtes Königreich: Ständige Vertretung (→ Liste der Vertr.) - Vietnam: Ständige Vertretung - Zentralafrik. Rep.: Ständige Vertretung - Zypern: Ständige Vertretung |

#### Ständige Beobachtervertretungen bei den Vereinten Nationen
| - Europäische Union: Delegation - Heiliger Stuhl: Ständige Beobachtervertretung | - Malteserorden: Ständige Beobachtervertretung (→ Liste der Beob.) - Palästina: Ständige Beobachtervertretung |

#### Sonstige Vertretungen
| - Arabische Liga: Büro - China, Rep.: Büro | - Hongkong: Wirtschafts- und Handelsbüro - Organisation des Nordatlantikvertrags (NATO): Büro |

## Konsularische Vertretungen im übrigen Bundesgebiet
Die größten konsularischen Standorte der USA – außer Washington und New York – sind Los Angeles (62 Konsulate), Chicago (52 Konsulate) und San Francisco (42 Konsulate), ohne Honorarkonsulate.

### Konsularische Vertretungen inAlaska
Konsularische Vertretungen im Bundesstaat Alaska (ohne Honorarkonsulate).
| - Japan: Anchorage, Generalkonsulat - Korea, Rep.: Anchorage, Generalkonsulat | - Mexiko: Anchorage, Generalkonsulat |

### Konsularische Vertretungen inArizona
Konsularische Vertretungen im Bundesstaat Arizona (ohne Honorarkonsulate).
| - Ecuador: Phoenix, Generalkonsulat - El Salvador: Tucson, Generalkonsulat - Guatemala: Phoenix, Generalkonsulat - Honduras: Phoenix, Generalkonsulat | - Mexiko: Nogales, Konsulat - Mexiko: Phoenix, Generalkonsulat - Mexiko: Tucson, Generalkonsulat - Mexiko: Yuma, Konsulat |

### Konsularische Vertretungen inColorado
Konsularische Vertretungen im Bundesstaat Colorado (ohne Honorarkonsulate).
| - Guatemala: Denver, Generalkonsulat - Japan: Denver, Generalkonsulat - Kanada: Denver, Generalkonsulat | - Mexiko: Denver, Generalkonsulat - Peru: Denver, Generalkonsulat - Vereinigtes Königreich: Denver, Generalkonsulat |

### Konsularische Vertretungen inConnecticut
Konsularische Vertretungen im Bundesstaat Connecticut (ohne Honorarkonsulate).
| - Brasilien: Hartford, Generalkonsulat - Ecuador: New Haven, Generalkonsulat | - Peru: Hartford, Generalkonsulat |

### Konsularische Vertretungen inFlorida
Konsularische Vertretungen im Bundesstaat Florida (ohne Honorarkonsulate).

#### Generalkonsulate
| - Antigua und Barbuda: Miami, Generalkonsulat - Argentinien: Miami, Generalkonsulat - Bahamas: Miami, Generalkonsulat - Barbados: Miami, Generalkonsulat - Brasilien: Miami, Generalkonsulat - Bulgarien: Miami, Generalkonsulat - Chile: Miami, Generalkonsulat - Costa Rica: Miami, Generalkonsulat - Deutschland: Miami, Generalkonsulat - Dominikanische Rep.: Miami, Generalkonsulat - Ecuador: Miami, Generalkonsulat - El Salvador: Coral Gables, Generalkonsulat - Frankreich: Miami, Generalkonsulat - Griechenland: Tampa, Generalkonsulat - Guatemala: Miami, Generalkonsulat - Haiti: Miami, Generalkonsulat - Haiti: Orlando, Konsulat - Honduras: Miami, Generalkonsulat - Israel: Miami, Generalkonsulat - Italien: Miami, Generalkonsulat | - Jamaika: Miami, Generalkonsulat - Japan: Miami, Generalkonsulat - Kanada: Miami, Generalkonsulat - Kolumbien: Miami, Generalkonsulat - Kolumbien: Orlando, Konsulat - Mexiko: Miami, Generalkonsulat - Mexico: Orlando, Konsulat - Nicaragua: Miami, Generalkonsulat - Niederlande: Miami, Generalkonsulat - Panama: Miami, Generalkonsulat - Panama: Tampa, Generalkonsulat - Paraguay: Miami, Generalkonsulat - Peru: Miami, Generalkonsulat - Spanien: Miami, Generalkonsulat - Suriname: Miami, Generalkonsulat - Trinidad und Tobago: Miami, Generalkonsulat - Uruguay: Miami, Generalkonsulat - Venezuela: Miami, Generalkonsulat - Vereinigtes Königreich: Miami, Generalkonsulat - Vereinigtes Königreich: Orlando, Konsulat |

#### Sonstige Vertretungen
| - China, Rep.: Miami, Büro |

### Konsularische Vertretungen inGeorgia
Konsularische Vertretungen im Bundesstaat Georgia (ohne Honorarkonsulate).

#### Generalkonsulate
| - Argentinien: Atlanta, Generalkonsulat - Bahamas: Atlanta, Generalkonsulat - Belgien: Atlanta, Generalkonsulat - Brasilien: Atlanta, Generalkonsulat - Deutschland: Atlanta, Generalkonsulat - Ecuador: Atlanta, Generalkonsulat - El Salvador: Atlanta, Generalkonsulat - Frankreich: Atlanta, Generalkonsulat - Griechenland: Atlanta, Konsulat - Guatemala: Atlanta, Generalkonsulat - Honduras: Atlanta, Generalkonsulat | - Indien: Atlanta, Generalkonsulat - Irland: Atlanta, Generalkonsulat - Israel: Atlanta, Generalkonsulat - Japan: Atlanta, Generalkonsulat - Kanada: Atlanta, Generalkonsulat - Kolumbien: Atlanta, Generalkonsulat - Mexiko: Atlanta, Generalkonsulat - Nigeria: Atlanta, Generalkonsulat - Peru: Atlanta, Generalkonsulat - Schweiz: Atlanta, Generalkonsulat - Vereinigtes Königreich: Atlanta, Generalkonsulat |

#### Sonstige Vertretungen
| - China, Rep.: Atlanta, Büro |

### Konsularische Vertretungen inHawaii
Konsularische Vertretungen im Bundesstaat Hawaii (ohne Honorarkonsulate).

#### Generalkonsulate
| - Australien: Honolulu, Generalkonsulat - Japan: Honolulu, Generalkonsulat - Korea, Rep.: Honolulu, Generalkonsulat | - Marshallinseln: Honolulu, Generalkonsulat - Föderierte Staaten von Mikronesien: Honolulu, Generalkonsulat - Philippinen: Honolulu, Generalkonsulat |

#### Sonstige Vertretungen
| - China, Rep.: Honolulu, Büro |

### Konsularische Vertretungen inIllinois
Konsularische Vertretungen im Bundesstaat Illinois (ohne Honorarkonsulate).

#### Generalkonsulate

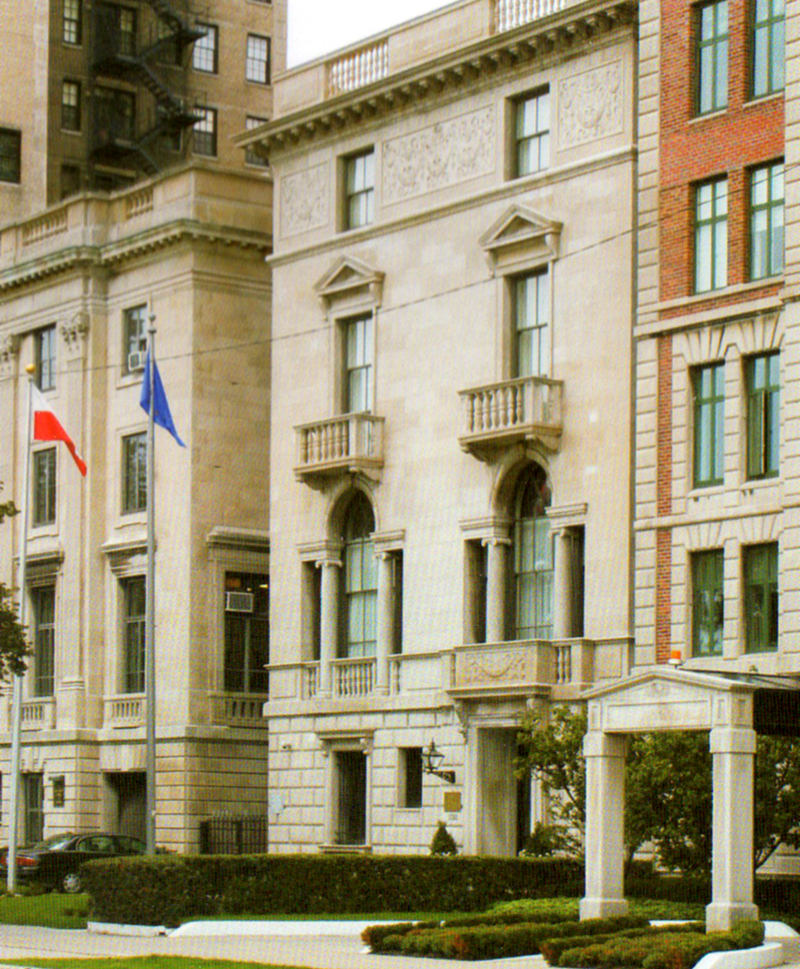
Polnisches Generalkonsulat in Chicago (1980)

| - Ägypten: Chicago, Generalkonsulat - Argentinien: Chicago, Generalkonsulat - Australien: Chicago, Generalkonsulat - Bosnien u. Herzegowina: Chicago, Generalkonsulat - Brasilien: Chicago, Generalkonsulat - Bulgarien: Chicago, Generalkonsulat - Chile: Chicago, Generalkonsulat - Volksrepublik China: Chicago, Generalkonsulat - Costa Rica: Chicago, Generalkonsulat - Dänemark: Chicago, Generalkonsulat - Deutschland: Chicago, Generalkonsulat - Dominikanische Rep.: Chicago, Generalkonsulat - Ecuador: Chicago, Generalkonsulat - El Salvador: Chicago, Generalkonsulat - Estland: Chicago, Generalkonsulat - Frankreich: Chicago, Generalkonsulat - Griechenland: Chicago, Generalkonsulat - Guatemala: Chicago, Generalkonsulat | - Haiti: Chicago, Generalkonsulat - Honduras: Chicago, Generalkonsulat - Indien: Chicago, Generalkonsulat - Indonesien: Chicago, Generalkonsulat - Irland: Chicago, Generalkonsulat - Israel: Chicago, Generalkonsulat - Italien: Chicago, Generalkonsulat - Japan: Chicago, Generalkonsulat - Kanada: Chicago, Generalkonsulat - Kolumbien: Chicago, Generalkonsulat - Korea, Rep.: Chicago, Generalkonsulat - Kroatien: Chicago, Generalkonsulat - Lettland: Chicago, Generalkonsulat - Litauen: Chicago, Generalkonsulat - Nordmazedonien: Chicago, Generalkonsulat - Mexiko: Chicago, Generalkonsulat - Niederlande: Chicago, Generalkonsulat - Österreich: Chicago, Generalkonsulat | - Pakistan: Chicago, Generalkonsulat - Peru: Chicago, Generalkonsulat - Philippinen: Chicago, Generalkonsulat - Polen: Chicago, Generalkonsulat - Rumänien: Chicago, Generalkonsulat - Schweiz: Chicago, Generalkonsulat - Serbien: Chicago, Generalkonsulat - Spanien: Chicago, Generalkonsulat - Südafrika: Chicago, Generalkonsulat - Thailand: Chicago, Generalkonsulat - Tschechien: Chicago, Generalkonsulat - Türkei: Chicago, Generalkonsulat - Ukraine: Chicago, Generalkonsulat - Ungarn: Chicago, Generalkonsulat - Uruguay: Chicago, Generalkonsulat - Venezuela: Chicago, Generalkonsulat - Vereinigtes Königreich: Chicago, Generalkonsulat |

#### Sonstige Vertretungen
| - China, Rep.: Chicago, Büro - Hongkong: Chicago, Wirtschafts- und Handelsbüro |

### Konsularische Vertretungen inKalifornien
Konsularische Vertretungen im Bundesstaat Kalifornien (ohne Honorarkonsulate).

#### Generalkonsulate

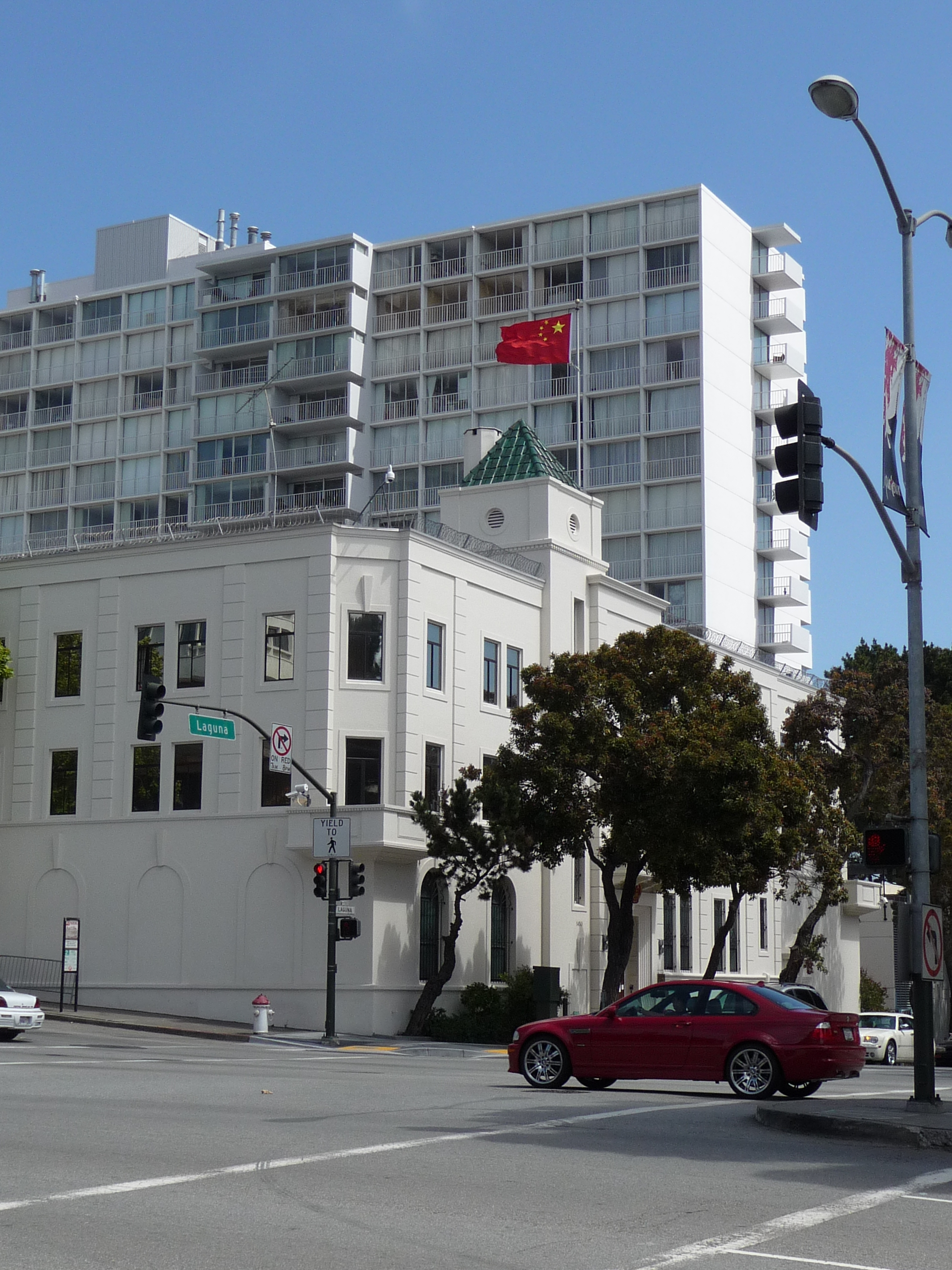
Chinesisches Generalkonsulat in San Francisco

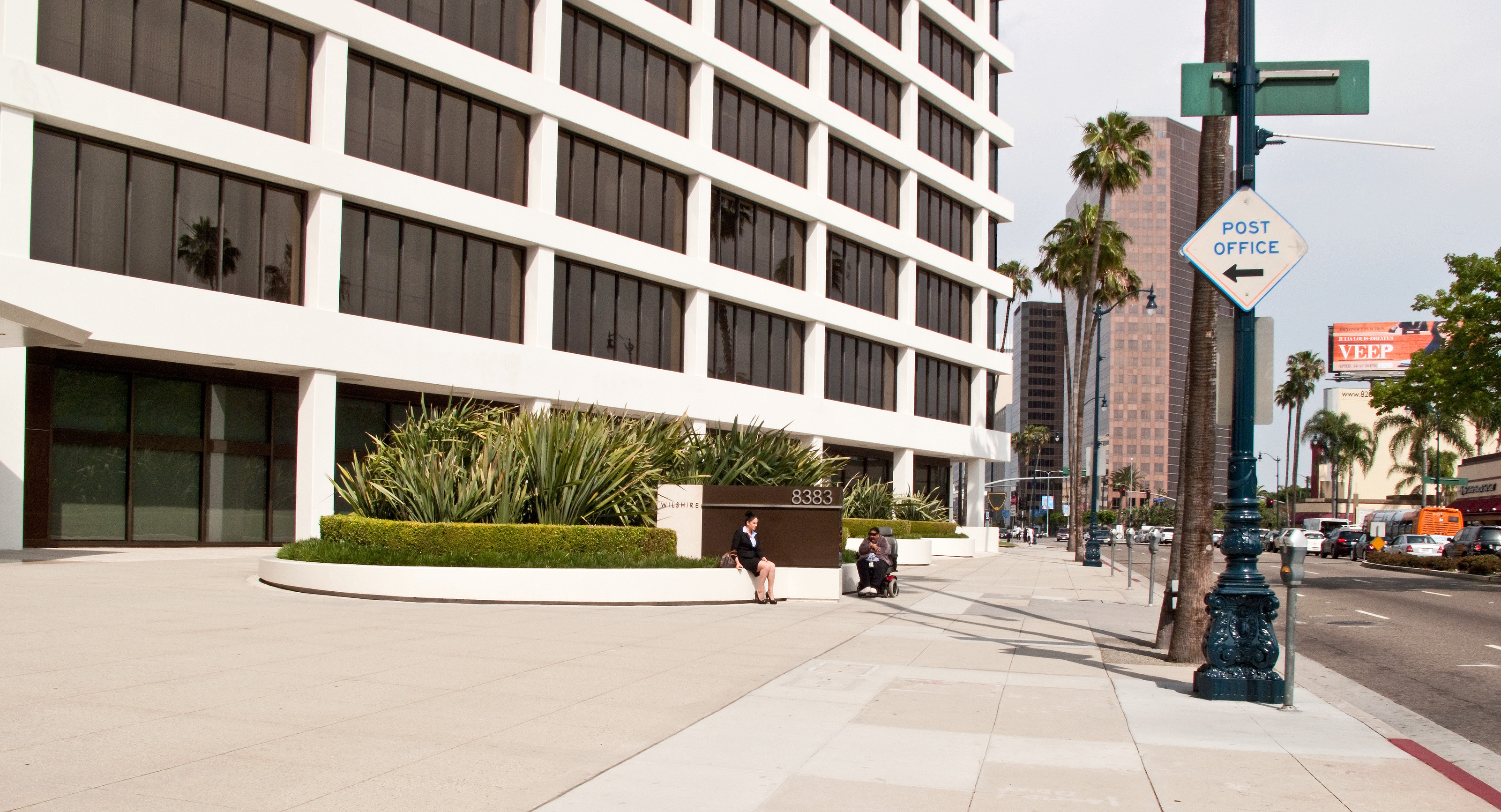
Kolumbianisches Generalkonsulat auf dem Wilshire Boulevard in Beverly Hills

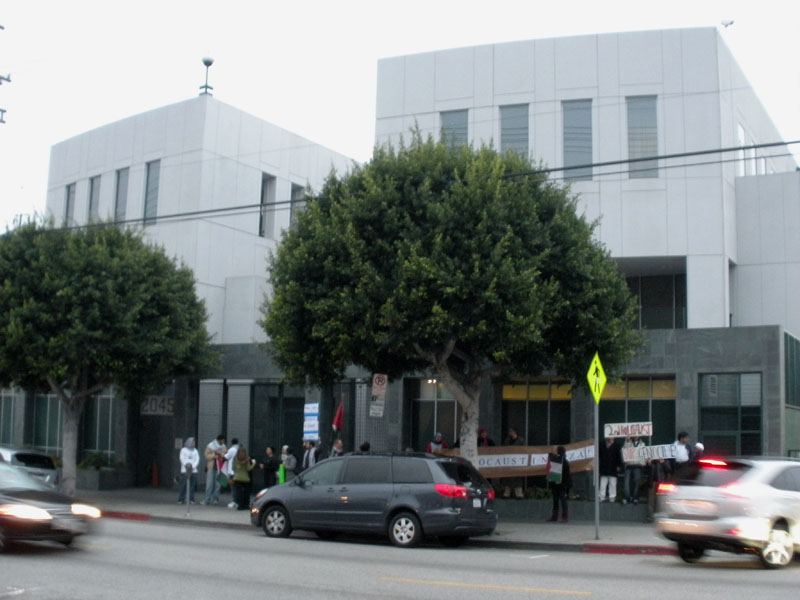
Saudi-arabisches Generalkonsulat auf dem Sawtelle Boulevard in Los Angeles

| - Afghanistan: Los Angeles, Generalkonsulat - Ägypten: Los Angeles, Generalkonsulat - Ägypten: San Francisco, Generalkonsulat - Argentinien: Los Angeles, Generalkonsulat - Armenien: Glendale, Generalkonsulat - Aserbaidschan: Los Angeles, Generalkonsulat - Äthiopien: Los Angeles, Generalkonsulat - Australien: Los Angeles, Generalkonsulat - Australien: San Francisco, Generalkonsulat - Bangladesch: Los Angeles, Generalkonsulat - Belgien: Los Angeles, Generalkonsulat - Belize: Los Angeles, Generalkonsulat - Bolivien: Los Angeles, Generalkonsulat - Brasilien: Los Angeles, Generalkonsulat - Brasilien: San Francisco, Generalkonsulat - Bulgarien: Los Angeles, Generalkonsulat - Chile: Los Angeles, Generalkonsulat - Chile: San Francisco, Generalkonsulat - Volksrepublik China: Los Angeles, Generalkonsulat - China: San Francisco, Generalkonsulat - Costa Rica: Los Angeles, Generalkonsulat - Deutschland: Los Angeles, Generalkonsulat - Deutschland: San Francisco, Generalkonsulat - Dom. Rep.: Los Angeles, Generalkonsulat - Ecuador: Beverly Hills, Generalkonsulat - Ecuador: San Francisco, Generalkonsulat - El Salvador: Los Angeles, Generalkonsulat - El Salvador: San Francisco, Generalkonsulat - Finnland: Los Angeles, Generalkonsulat - Frankreich: Los Angeles, Generalkonsulat - Frankreich: San Francisco, Generalkonsulat - Griechenland: Los Angeles, Generalkonsulat - Griechenland: San Francisco, Generalkonsulat - Guatemala: Los Angeles, Generalkonsulat - Guatemala: San Francisco, Generalkonsulat - Honduras: Los Angeles, Generalkonsulat - Honduras: San Francisco, Generalkonsulat - Indien: San Francisco, Generalkonsulat | - Indonesien: Los Angeles, Generalkonsulat - Indonesien: San Francisco, Generalkonsulat - Irak: Los Angeles, Generalkonsulat - Irland: San Francisco, Generalkonsulat - Israel: Los Angeles, Generalkonsulat - Israel: San Francisco, Generalkonsulat - Italien: Los Angeles, Generalkonsulat - Italien: San Francisco, Generalkonsulat - Japan: Los Angeles, Generalkonsulat - Japan: San Francisco, Generalkonsulat - Kanada: Los Angeles, Generalkonsulat - Kanada: Palo Alto, Generalkonsulat - Kanada: San Diego, Konsulat - Kanada: San Francisco, Generalkonsulat - Kenia: Los Angeles, Generalkonsulat - Kolumbien: Beverly Hills, Generalkonsulat - Kolumbien: San Francisco, Generalkonsulat - Korea, Rep.: Los Angeles, Generalkonsulat - Korea, Rep.: San Francisco, Generalkonsulat - Kroatien: Los Angeles, Generalkonsulat - Kuwait: Los Angeles, Generalkonsulat - Libanon: Los Angeles, Generalkonsulat - Luxemburg: San Francisco, Generalkonsulat - Malaysia: Los Angeles, Generalkonsulat - Mexiko: Calexico, Konsulat - Mexiko: Fresno, Generalkonsulat - Mexiko: Los Angeles, Generalkonsulat - Mexiko: Oxnard, Generalkonsulat - Mexiko: Sacramento, Generalkonsulat - Mexiko: San Bernardino, Konsulat - Mexiko: San Diego, Generalkonsulat - Mexiko: San Francisco, Generalkonsulat - Mexiko: San José, Generalkonsulat - Mexiko: Santa Ana, Generalkonsulat - Mongolei: San Francisco, Generalkonsulat - Neuseeland: Los Angeles, Generalkonsulat - Nicaragua: Los Angeles, Generalkonsulat - Nicaragua: San Francisco, Generalkonsulat | - Niederlande: San Francisco, Generalkonsulat - Norwegen: San Francisco, Generalkonsulat - Österreich: Los Angeles, Generalkonsulat - Österreich: San Francisco, Generalkonsulat - Panama: San Diego, Generalkonsulat - Pakistan: Los Angeles, Generalkonsulat - Paraguay: Los Angeles, Generalkonsulat - Peru: Los Angeles, Generalkonsulat - Peru: San Francisco, Generalkonsulat - Philippinen: Los Angeles, Generalkonsulat - Philippinen: San Francisco, Generalkonsulat - Polen: Los Angeles, Generalkonsulat - Portugal: San Francisco, Generalkonsulat - Rumänien: Los Angeles, Generalkonsulat - Russland: San Francisco, Generalkonsulat - Saudi-Arabien: Los Angeles, Generalkonsulat - Schweiz: Los Angeles, Generalkonsulat - Schweiz: San Francisco, Generalkonsulat - Schweden: San Francisco, Generalkonsulat - Serbien: Los Angeles, Generalkonsulat - Singapur: San Francisco, Generalkonsulat - Slowakei: Los Angeles, Generalkonsulat - Spanien: Los Angeles, Generalkonsulat - Spanien: San Francisco, Generalkonsulat - Sri Lanka: Los Angeles, Generalkonsulat - St. Kitts u. Nevis: Los Angeles, Generalkonsulat - Südafrika: Los Angeles, Generalkonsulat - Thailand: Los Angeles, Generalkonsulat - Tonga: San Francisco, Generalkonsulat - Tschechien: Los Angeles, Generalkonsulat - Türkei: Los Angeles, Generalkonsulat - Ukraine: San Francisco, Generalkonsulat - Ungarn: Los Angeles, Generalkonsulat - Uruguay: Los Angeles, Generalkonsulat - Venezuela: San Francisco, Generalkonsulat - Vereinigtes Königreich: Los Angeles, Generalkonsulat - Vereinigtes Königreich: San Francisco, Generalkonsulat - Vietnam: San Francisco, Generalkonsulat |

#### Sonstige Vertretungen
| - China, Rep.: Los Angeles, Büro - China, Rep.: San Francisco, Büro - Hongkong: San Francisco, Wirtschafts- und Handelsbüro |

### Konsularische Vertretungen inLouisiana
Konsularische Vertretungen im Bundesstaat Louisiana (ohne Honorarkonsulate).
| - Costa Rica: New Orleans, Generalkonsulat - Dominikanische Rep.: New Orleans, Generalkonsulat - Ecuador: New Orleans, Generalkonsulat - Frankreich: New Orleans, Generalkonsulat - Honduras: New Orleans, Generalkonsulat | - Mexiko: New Orleans, Generalkonsulat - Panama: New Orleans, Generalkonsulat - Spanien: New Orleans, Generalkonsulat - Venezuela: New Orleans, Generalkonsulat |

### Konsularische Vertretungen inMassachusetts
Konsularische Vertretungen im Bundesstaat Massachusetts (ohne Honorarkonsulate).

#### Generalkonsulate
| - Brasilien: Boston, Generalkonsulat - Deutschland: Boston, Generalkonsulat - Dominikanische Rep.: Boston, Generalkonsulat - El Salvador: Boston, Generalkonsulat - Frankreich: Boston, Generalkonsulat - Griechenland: Boston, Generalkonsulat - Guatemala: Boston, Generalkonsulat - Haiti: Boston, Generalkonsulat - Irland: Boston, Generalkonsulat - Israel: Boston, Generalkonsulat - Italien: Boston, Generalkonsulat - Japan: Boston, Generalkonsulat - Kanada: Boston, Generalkonsulat | - Kap Verde: Boston, Generalkonsulat - Kolumbien: Boston, Generalkonsulat - Korea, Rep.: Newton, Generalkonsulat - Mexiko: Boston, Generalkonsulat - Peru: Boston, Generalkonsulat - Portugal: Boston, Generalkonsulat - Schweiz: Cambridge, Generalkonsulat - Spanien: Boston, Generalkonsulat - Türkei: Boston, Generalkonsulat - Ungarn: Boston, Generalkonsulat - Venezuela: Boston, Generalkonsulat - Vereinigtes Königreich: Cambridge, Generalkonsulat |

#### Sonstige Vertretungen
| - China, Rep.: Boston, Büro |

### Konsularische Vertretungen inMichigan
Konsularische Vertretungen im Bundesstaat Michigan (ohne Honorarkonsulate).
| - Irak: Detroit, Generalkonsulat - Italien: Detroit, Generalkonsulat - Japan: Detroit, Generalkonsulat - Kanada: Detroit, Generalkonsulat | - Libanon: Detroit, Generalkonsulat - Nordmazedonien: Detroit, Generalkonsulat - Mexiko: Detroit, Konsulat |

### Konsularische Vertretungen inMinnesota
Konsularische Vertretungen im Bundesstaat Minnesota (ohne Honorarkonsulate).
| - Ecuador: Minneapolis, Generalkonsulat - Kanada: Minneapolis, Generalkonsulat | - Mexiko: Minneapolis, Konsulat - Norwegen: Minneapolis, Generalkonsulat |

### Konsularische Vertretungen inNew Jersey
Konsularische Vertretungen im Bundesstaat New Jersey (ohne Honorarkonsulate).
| - El Salvador: Elizabeth, Generalkonsulat - Peru: Paterson, Generalkonsulat |

### Konsularische Vertretungen inPennsylvania
Konsularische Vertretungen im Bundesstaat Pennsylvania (ohne Honorarkonsulate).
| - Chile: Philadelphia, Generalkonsulat - Israel: Philadelphia, Generalkonsulat - Italien: Philadelphia, Generalkonsulat | - Mexiko: Philadelphia, Konsulat - Panama: Philadelphia, Generalkonsulat |

### Konsularische Vertretungen inOregon
Konsularische Vertretungen im Bundesstaat Oregon (ohne Honorarkonsulate).
| - Japan: Portland, Generalkonsulat - Mexiko: Portland, Konsulat |

### Konsularische Vertretungen inRhode Island
Konsularische Vertretungen im Bundesstaat Rhode Island (ohne Honorarkonsulate).
| - Guatemala: Providence, Generalkonsulat - Portugal: Providence, Konsulat |

### Konsularische Vertretungen inTexas
Konsularische Vertretungen im Bundesstaat Texas (ohne Honorarkonsulate).

#### Generalkonsulate

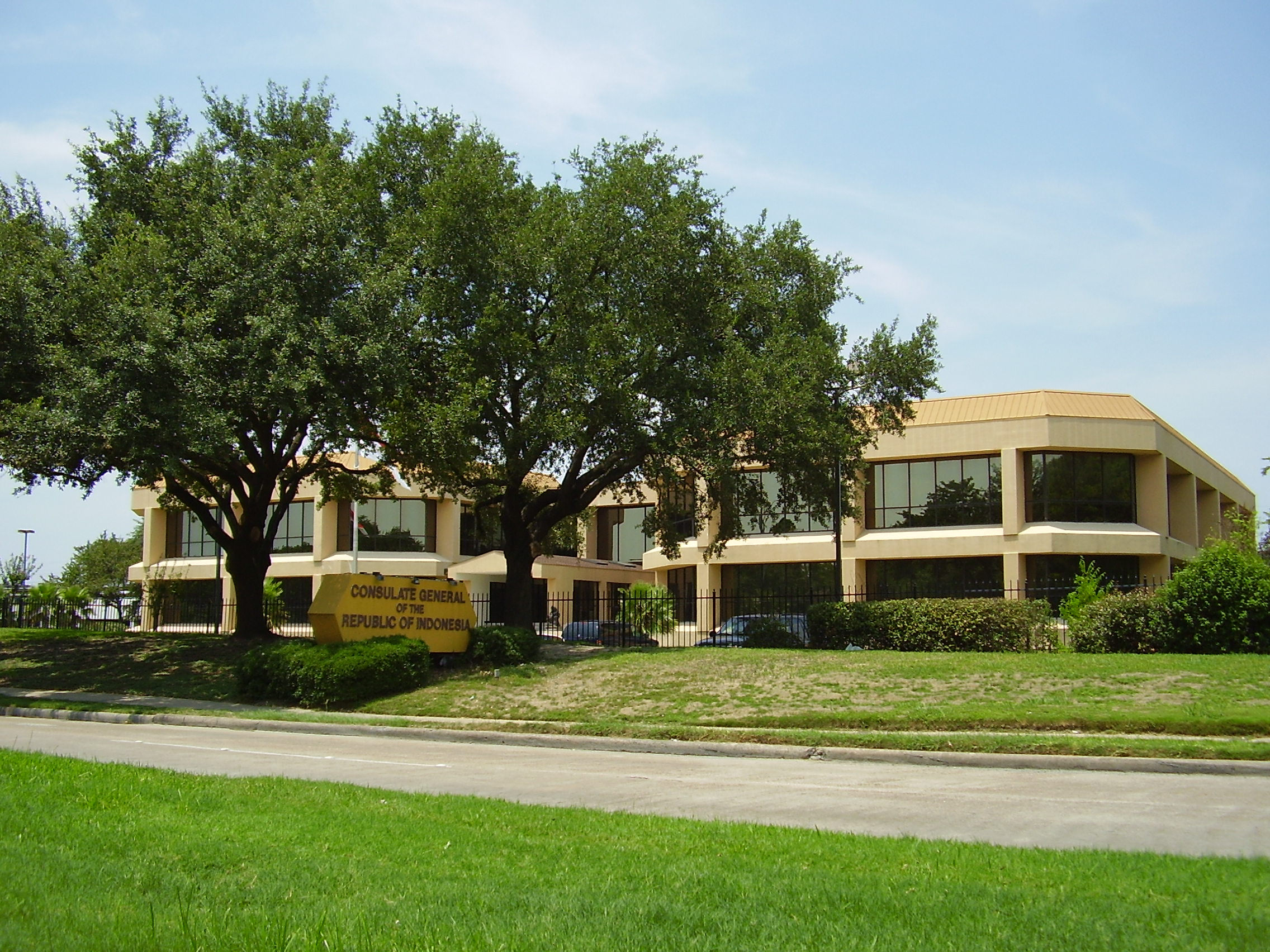
Indonesisches Generalkonsulat in Houston

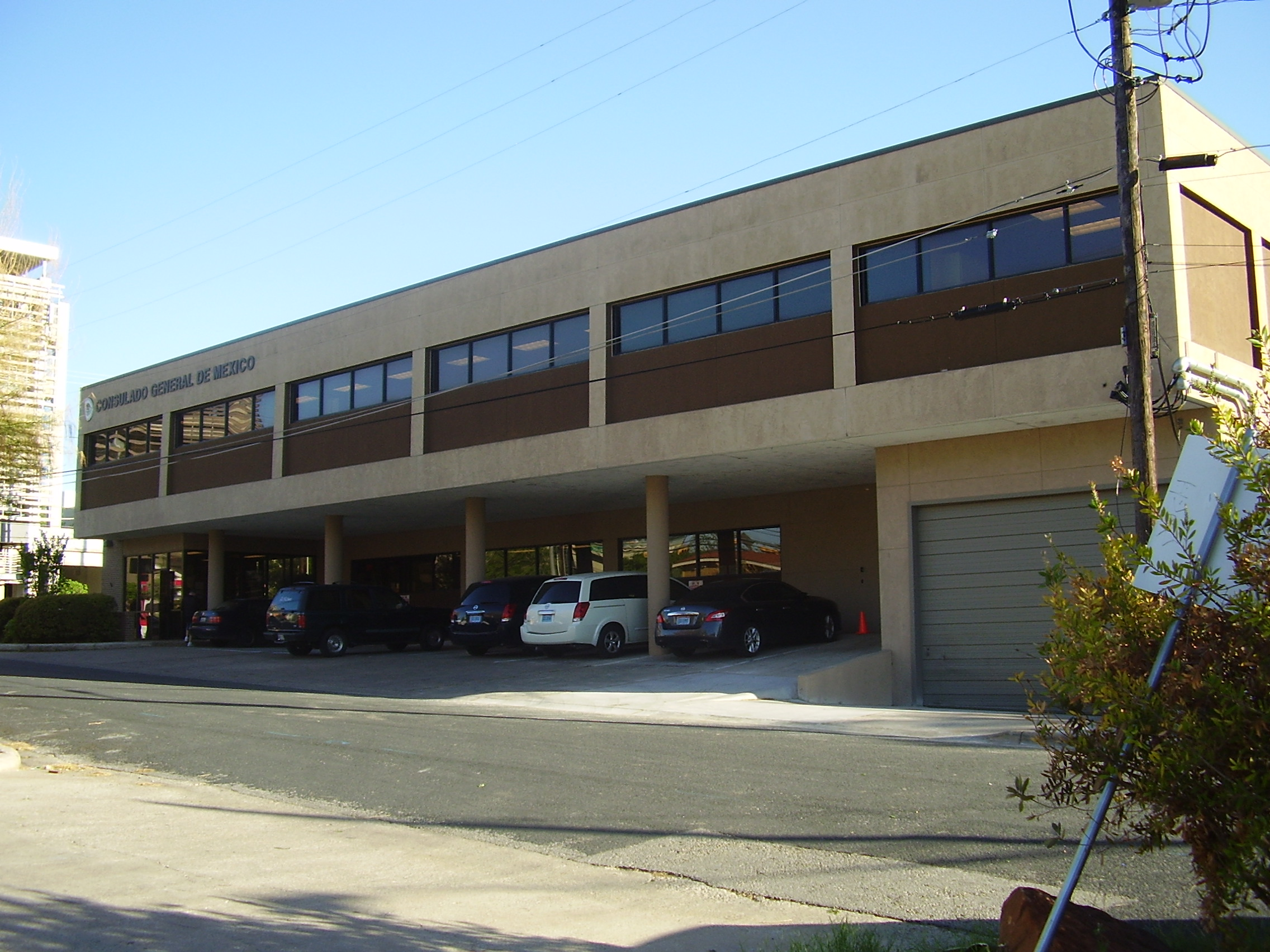
Mexikanisches Generalkonsulat in Austin

| - Ägypten: Houston, Generalkonsulat - Angola: Houston, Generalkonsulat - Äquatorialguinea: Houston, Generalkonsulat - Argentinien: Houston, Generalkonsulat - Brasilien: Houston, Generalkonsulat - Chile: Houston, Generalkonsulat - Volksrepublik China: Houston, Generalkonsulat - Costa Rica: Houston, Generalkonsulat - Deutschland: Houston, Generalkonsulat - Ecuador: Houston, Generalkonsulat - El Salvador: Dallas, Generalkonsulat - El Salvador: Houston, Generalkonsulat - Frankreich: Houston, Generalkonsulat - Griechenland: Houston, Konsulat - Guatemala: Houston, Generalkonsulat - Honduras: Houston, Generalkonsulat - Indien: Houston, Generalkonsulat - Indonesien: Houston, Generalkonsulat - Israel: Houston, Generalkonsulat - Italien: Houston, Generalkonsulat - Japan: Houston, Generalkonsulat - Kanada: Dallas, Generalkonsulat - Kanada: Houston, Konsulat - Katar: Houston, Generalkonsulat - Kolumbien: Houston, Generalkonsulat | - Korea, Rep.: Houston, Generalkonsulat - Mexiko: Austin, Generalkonsulat - Mexiko: Brownsville, Konsulat - Mexiko: Dallas, Generalkonsulat - Mexiko: Del Rio, Konsulat - Mexiko: Eagle Pass, Konsulat - Mexiko: El Paso, Generalkonsulat - Mexiko: Houston, Generalkonsulat - Mexiko: Laredo, Konsulat - Mexiko: McAllen, Konsulat - Mexiko: Presidio, Konsulat - Mexiko: San Antonio, Generalkonsulat - Nicaragua: Houston, Generalkonsulat - Norwegen: Houston, Generalkonsulat - Pakistan: Houston, Generalkonsulat - Panama: Houston, Generalkonsulat - Peru: Dallas, Generalkonsulat - Peru: Houston, Generalkonsulat - Russland: Houston, Generalkonsulat - Saudi-Arabien: Houston, Generalkonsulat - Spanien: Houston, Generalkonsulat - Türkei: Houston, Generalkonsulat - Venezuela: Houston, Generalkonsulat - Vereinigtes Königreich: Houston, Generalkonsulat - Vietnam: Houston, Generalkonsulat |

#### Sonstige Vertretungen
| - China, Rep.: Houston, Büro |

### Konsularische Vertretungen inWashington
Konsularische Vertretungen im Bundesstaat Washington (ohne Honorarkonsulate).

#### Generalkonsulate
| - El Salvador: Seattle, Generalkonsulat - Japan: Seattle, Generalkonsulat - Kanada: Seattle, Generalkonsulat | - Korea, Rep.: Seattle, Generalkonsulat - Mexiko: Seattle, Konsulat - Russland: Seattle, Generalkonsulat |

#### Sonstige Vertretungen
| - China, Rep.: Seattle, Büro |